# Ciudad López Mateos
Ciudad López Mateos es la cabecera municipal de Atizapán de Zaragoza, uno de los municipios del Estado de México en México. La ciudad se llamaba anteriormente San Francisco Atizapán, pero el nombre oficial cambió en honor al presidente Adolfo López Mateos que nació en la ciudad. Aunque la ciudad es coloquialmente conocida como Atizapán. Según el censo de 2020 cuenta con 523 065 habitantes. Es la séptima ciudad más grande del estado.

## Toponimia
El antiguo nombre de Ciudad López Mateos, es San Francisco Atizapán, topónimo de origen náhuatl en donde se fundó la actual población. El nombre la ciudad cambió a Ciudad López Mateos en honor al expresidente de México, Adolfo López Mateos, que nació en esta localidad.

## Geografía
Tres ríos tienen su curso de agua a través de Atizapán: el río Tlalnepantla, el río San Javier y el río Moritas, todos ellos ubicados al norte del municipio.
Dentro de Atizapán, cerca de la frontera con Naucalpan, se encuentra la Presa Madín, que abastece de agua a la parte noroeste del área metropolitana de la Ciudad de México.
Además, varios arroyos tienen su curso de agua a través de Atizapán como "La Bolsa", La Herradura, "El Tecojote" y "El Xhinte".
Sus principales elevaciones son el Cerro Biznaga, Cerro Atlaco Cerro La Condesa y Cerro Grande.